# Operazione Detroit
L'operazione Detroit era il nome in codice usato dall'esercito statunitense per gli aviolanci della 82ª Divisione aviotrasportata sulla Normandia. L'operazione prese il via nella notte tra il 5 e il 6 giugno 1944, nell'ambito dell'operazione Overlord, e fu affiancata dall'operazione Chicago, gli aviolanci della 101ª Divisione aviotrasportata.
L'operazione Detroit prevedeva due fasi: la prima, denominata in seguito operazione Boston, prevedeva il lancio da bassa quota delle forze combattenti; la seconda l'invio di rifornimenti tramite l'uso di alianti, diverse ore dopo il primo lancio.

## Ordine di battaglia dell'82ª
Il 6 giugno, la divisione era organizzata come segue:
82ª Divisione aviotrasportata (magg. gen. Matthew Ridgway)
- 505º Reggimento di fanteria paracadutista (col. William Ekman)
  - 1º Battaglione
  - 2º Battaglione
  - 3º Battaglione
- 507º Reggimento di fanteria paracadutista (col. George Millet)
  - 1º Battaglione
  - 2º Battaglione
  - 3º Battaglione
- 508º Reggimento di fanteria paracadutista (col. Roy Lindquist)
  - 1º Battaglione
  - 2º Battaglione
  - 3º Battaglione
- 325º Reggimento di fanteria aviotrasportato
  - 1º Battaglione
  - 2º Battaglione
  - 3º Battaglione
- Unità d'artiglieria
- 307º Battaglione paracadutista del genio
- 307ª Compagnia paracadutista medica
- Unità segnali
- Unità della polizia militare
- Unità varie del quartier generale di divisione

## Obiettivi
Oltre a dare supporto alle truppe sbarcate a Utah Beach, l'82ª Divisione aviotrasportata ricevette ordini specifici da portare a termine il più velocemente possibile nel settore del fiume Merderet. Tali ordini furono:
- lanciarsi su entrambe le sponde del fiume Merderet, a ovest di Sainte-Mère-Église;
- conquistare Sainte-Mère-Église;
- conquistare le vie di comunicazioni principali a La Fiere e a Chef-du-Pont;
- distruggere i ponti sul Douve a Étienville ed a Beuzeville-la-Bastille;
- stabilire una testa di ponte a ovest del fiume Merderet e tenere il fianco nord-ovest della stessa.

| Zona assegnata                                                       | Luogo              | Unità                                                                                            | Obiettivo |
| -------------------------------------------------------------------- | ------------------ | ------------------------------------------------------------------------------------------------ | --- |
| Boston                                                               |                    |                                                                                                  | |
| Forza A                                                              |                    |                                                                                                  | |
| DZ O                                                                 | Sainte-Mère-Église | 505º Reggimento di fanteria paracadutista, Quartier generale della Divisione                     | Prendere Sainte-Mère-Église, La Fiere e Chef-du-Pont. Tenere una linea difensiva tra Neuville e Baudienville.                                                                 |
| DZ T                                                                 | Amfreville         | 507º Reggimento di fanteria paracadutista                                                        | Tenere il controllo della via di comunicazione principale a La Fiere, supportando il 505º Reggimento. Tenere inoltre una linea difensiva tra Gourbesville e Le-Hameau-Renouf. |
| DZ N                                                                 | Picauville         | 508º Reggimento di fanteria paracadutista, Compagnia B, 307º Battaglione paracadutista del genio | Distruggere i ponti sul Douve e stabilire una testa di ponte sicura a Le-Hameau-Renouf.                                                                                       |
| Alianti                                                              |                    |                                                                                                  | |
| Forza B                                                              |                    |                                                                                                  | |
| LZ O                                                                 | Sainte-Mère-Église | Alianti di rifornimento                                                                          | |
| LZ W                                                                 | Les Forges         | Alianti di rifornimento                                                                          | |
| Unità dal mare                                                       |                    |                                                                                                  | |
| Forza C                                                              |                    |                                                                                                  | |
|                                                                      | Utah Beach         | Carri armati e artiglieria di supporto (Task Force Howell)                                       | Raggiungere Sainte-Mère-Église il prima possibile per fornire aiuto ai paracadutisti                                                                                          |
| DZ: Drop Zone (Zona di Lancio) LZ: Landing Zone (Zona d'Atterraggio) |                    |                                                                                                  | |

## L'invasione
L'82ª Divisione aviotrasportata giunse in Normandia poco dopo la 101ª Divisione come indicato di seguito:
| Orario            | Unità | Drop Zone/Landing Zone |
| ----------------- | --- | ---------------------- |
| Operazione Boston | |                        |
| 01:21             | Esploratori | O                      |
| 01:38             | Esploratori | N                      |
| 02:02             | Esploratori | T                      |
| 01:51             | 2º Battaglione, 505º Reggimento | O                      |
| 01:57             | 3º Battaglione, 505º Reggimento, Parte delle unità d'artiglieria | O                      |
| 02:03             | 1º Battaglione, 505º Reggimento, Parte del QG di Divisione, Parte del 307º Battaglione del Genio,                                                                                    | O                      |
| 02:08             | 2º Battaglione, 508º Reggimento | N                      |
| 02:14             | Parte del QG e del 307º Battaglione del Genio | N                      |
| 02:20             | 1º Battaglione, 508º Reggimento | N                      |
| 02:26             | 3º Battaglione, 508º Reggimento | N                      |
| 02:32             | 2º Battaglione, 507º Reggimento | T                      |
| 02:38             | 3º Battaglione, 507º Reggimento |                        |
| 02:44             | 1º Battaglione, 507º Reggimento |                        |
| Alianti           | |                        |
| 04:07             | Batteria A e B, 80º Battaglione paracadutista contraereo, Parte del Quartier generale della Divisione, Parte dell'artiglieria e del gruppo segnali                                   | O                      |
| 21:10             | Batteria C, 80º Battaglione paracadutista contraereo, Parte del Quartier generale della Divisione, Parte dell'artiglieria e del gruppo segnali                                       | W                      |
| 21:20             | Parte del Quartier generale della Divisione, Parte dell'artiglieria e del gruppo segnali, 307ª Compagnia paracadutista medica                                                        | W                      |
| 23:00             | Parte del Quartier generale della Divisione, Parte dell'artiglieria e del gruppo segnali, 307ª Compagnia paracadutista medica, Compagnia A, 307º Battaglione paracadutista del genio | W                      |
| 23:10             | Parte dell'artiglieria | W                      |

### L'assalto
Il lancio dell'82ª Divisione cominciò alle 01:51. Il 505º Reggimento, assegnato alla zona O, giunse più o meno dieci minuti dopo l'ultimo lancio della 101ª Divisione. Il 2º Battaglione effettuò un lancio accurato mentre i piloti del 1º Battaglione finirono inizialmente fuori rotta riuscendo però a recuperare in tempo prima del lancio. La maggior parte dei velivoli riuscì a volare in formazione senza essere ostacolata dalla contraerea tedesca permettendo così al 505º di effettuare il lancio più accurato di tutto il D-Day.
Gli altri reggimenti finirono sparpagliati e otto aerei furono abbattuti, diversi con i paracadutisti ancora a bordo. Il 508º vide il peggior lancio di tutti. I suoi piloti non si accorsero delle nubi e vi finirono dentro anziché sorvolarle, dovendo così eseguire manovre evasive per evitare collisioni. Diversi minuti dopo emersero dalle nuvole e finirono immediatamente in un pesante fuoco contraereo. Cercando la zona di lancio, i piloti si resero conto che i radiofari della DZ N erano spenti o mal funzionanti. Il leader dello stormo riuscì a portare i compagni sulla zona esatta ma molti degli aerei non erano più in formazione. Un quarto degli uomini del 508º Reggimento finì in un raggio di un chilometro e mezzo dalla zona di lancio ed un altro quarto in un raggio di circa tre chilometri, mentre la restante metà a più di quindici chilometri di distanza o finirono dispersi. Metà del reggimento però non era sufficiente per portare a termine gli obiettivi assegnati. Il tenente Brannen, del 3º Battaglione, si lanciò tra Picauville e Etienville, a sud della zona di lancio. Poco prima dell'alba, Brannen e un gruppo di compagni spararono contro dei tedeschi da un'automobile lanciata a tutta velocità attraverso Picauville. Nello scontro Brannen colpì a morte Wilhelm Falley, comandante della 91ª Divisione aviotrasportata tedesca.
Gli esploratori del 507º atterrarono esattamente sulla DZ T ma a causa della vicina presenza tedesca i segnali luminosi non poterono essere posizionati. Molti aerei sbagliarono bersaglio e solo tre centrarono l'obiettivo. Dai quattrocentocinquanta ai settecento uomini finirono in una palude vicino al fiume Merderet, perdendo molto dell'equipaggiamento. Almeno trenta aerei del 507º finirono sulla zona di lancio della 101ª Divisione. Parte del 1º Battaglione, l'ultimo gruppo a giungere i Normandia, fu lanciato a sette-otto chilometri da Carentan, presso Montmartin-en-Graignes. Questi uomini si unirono ad altri dispersi e respinsero gli attacchi della 17ª Divisione SS panzergrenadier per cinque giorni.

### Sainte-Mère-Église
Il tempo perso dal 505º Reggimento per riorganizzarsi impedì a quest'ultimo di completare due delle missioni assegnategli. Il 3º Battaglione conquistò Sainte-Mère-Église alle 04:30, dopo brevi scontri. Il paese divenne il primo comune della Francia ad essere liberato dagli Alleati. Una volta occupato il villaggio, il battaglione si preparò a respingere il contrattacco tedesco, considerato inevitabile. Il 2º Battaglione stabilì un posto di blocco all'estremità nord dell'abitato, presidiato dal 3º Plotone della Compagnia C. Il resto del battaglione fini sotto il fuoco di armi pesanti nemiche, proveniente da fanteria e corazzati tedeschi giunti da sud a metà mattinata. Nel frattempo, il 3º Plotone respinse da solo per otto ore due compagnie del 1058º Reggimento granatieri tedesco, proveniente da Neuville-au-Plain, permettendo ai propri compagni di respingere l'attacco meridionale.

### Lungo il Merderet
Secondo alcuni storici, il 1º Battaglione non riuscì a conquistare i ponti sul Merderet, presso Manoir de la Fière e Chef-du-Pont. Al contrario, i comandanti della compagnia e del reggimento contestano tale affermazione. Secondo gli storici la Compagnia A non fu in grado di conquistare il ponte a la Fière, a tre chilometri a ovest di Sainte-Mère-Église, nonostante l'aiuto di centinaia di paracadutisti del 507º e 508º finiti in quella zona. Dopo diversi tentativi, il brigadiere generale James Gavin (assistente comandante della Divisione), avrebbe inviato le truppe altrove e ordinato ad una ridotta forza di prendere il ponte a Chef-du-Pont. Il comandante della Compagnia A, John Dolan, si oppose categoricamente a questa versione affermando, in un'intervista a Cornelius Ryan, che la compagnia conquistò e tenne il ponte a la Fière finché non le fu dato il cambio.
Il colonnello Roy Lindquist, comandante del 508º Reggimento, rimase a Manoir de la Fière e guidò un assalto a mezzogiorno, riuscendo a sfondare le difese tedesche collegandosi così con un gruppo isolato di paracadutisti sul fianco ovest del fiume. Senza mezzi di comunicazione e con poche idee, le posizioni non furono consolidate e gli americani furono respinti indietro da un contrattacco tedesco, un'ora dopo. Un ulteriore contrattacco della Compagnia B del 508º attraversò il ponte ma fu in seguito sopraffatto e per salvarsi i soldati dovettero attraversare il fiume a nuoto. Lindquist inviò l'intero 1º battaglione del 505º a difendere le linee da un ennesimo attacco tedesco. Supportati dall'intenso fuoco d'artiglieria e dei mortai, il 1057º Reggimento granatieri e il 100º Battaglione panzer di riserva (con carri obsoleti o sottratti ai francesi) sfondarono le linee americane nel pomeriggio del 6 giugno ma furono fermati a colpi di bazooka e di armi anticarro. I tedeschi persero diversi carri armati e il generale Gavin, di ritorno da Chef-du-Pont, decise di ritirare tutte le sue truppe da la Fière.
Nessuno degli obiettivi dell'82ª Divisione fu portato a termine nell'area a ovest del Merderet. Un solo battaglione del 508º costituito in parte da elementi dispersi di altri reparti, riuscì a conquistare una collina vicino al fiume respingendo i tedeschi a Chef-du-Pont per tre giorni, completando di fatto la propria missione.

## Conclusione
La situazione dell'82ª Divisione alla fine del 6 giugno peggiore di quanto ci si aspettasse. Il piano che prevedeva l'occupazione di entrambi i versanti del fiume Merderet fallì. La maggior parte della divisione a ovest del fiume stesso era isolata, incapace di raggiungere gli obiettivi previsti in quell'area. La testa di ponte a la Fière fu conquistata e subito perduta, causando diversi problemi tattici alla divisione nei giorni seguenti. Oltretutto, i rinforzi via mare e via cielo non giunsero per la fine della giornata. Il generale Ridgway, preoccupato per l'assenza di comunicazioni con le altre divisioni, fu costretto a prendere dei provvedimenti per consolidare le difese a Sainte-Mère-Église fino all'arrivo delle truppe giunte via mare.